# Новые Сербы
Новые Сербы (укр. Нові Серби) — село на Украине, находится в Емильчинском районе Житомирской области.
Код КОАТУУ — 1821785804. Население по переписи 2001 года составляет 110 человек. Почтовый индекс — 11237. Телефонный код — 4149. Занимает площадь 0,738 км².

## Адрес местного совета
11237, Житомирская область, Емильчинский р-н, с.Сербы